# Pont de Kehräsaari
Le pont de Kehräsaari (en finnois : Kehräsaaren silta) est un pont piétonnier reliant Kehräsaari et Vuolteentori au centre de Tampere en Finlande.

## Présentation
Le pont de 50 mètres de long relie les quartiers Kyttälä et Nalkala. 
C'est un pont en acier à plate-forme en bois dont la cinsrruction s'est achevée en 1986. 
Il longe le mur sud de la centrale électrique de la chute aval,,,.
Le pont fait partie du paysage national de Tammerkoski et des sites culturels construits d'intérêt national en Finlande.